# Gymnosporia bachmannii
Gymnosporia bachmannii är en benvedsväxtart som beskrevs av Ludwig Eduard Theodor Loesener. Gymnosporia bachmannii ingår i släktet Gymnosporia och familjen Celastraceae. Inga underarter finns listade.